# Kubok SSSR 1986-1987
La Kubok SSSR 1986-1987 fu la 46ª edizione del trofeo. Vide la vittoria finale della Dinamo Kiev, che così conquistò il suo ottavo titolo.

## Formula
Fu confermata la formula delle precedenti edizioni: le squadre partecipanti furono 80 ed erano previsti in tutto sette turni, tutti ad eliminazione diretta; in caso di parità si ricorreva ai Tempi supplementari; in caso di ulteriore parità venivano calciati i tiri di rigore.
Al primo turno parteciparono 40 formazioni della Vtoraja Liga e tutte le 24 squadre della Pervaja Liga 1986; nel terzo turno giocarono tutte le sedici squadre della Vysšaja Liga 1986.

## Risultati

### Primo turno
Le partite furono disputate il 3 maggio 1986.
| Squadra 1                | Risultato       | Squadra 2              |
| ------------------------ | --------------- | ---------------------- |
| Zvezda Perm'             | 0 – 0 (7-8 dcr) | Kapaz Kirovobad        |
| Zorkij Krasnogorsk       | 2 – 1           | Guria Lanchkhuti       |
| Zakarpat'e Užhorod       | 4 – 0           | Dinamo Brjansk         |
| Uralmaš                  | 0 – 1 (dts)     | Nistru Kišinëv         |
| Uralec-TS Nižnij Tagil   | 2 – 0           | SKA-Chabarovsk         |
| Torpedo Rubcovsk         | 1 – 2           | Kolos Nikopol'         |
| Spartak Oktemberyan      | 1 – 0           | Kolchozči Aşgabat      |
| Spartak Nal'čik          | 1 – 2 (dts)     | Fakel Voronež          |
| Sokol Saratov            | 4 – 2           | Iskra Smolensk         |
| Sokhibkor Khalkabad      | 1 – 3           | Daugava Rīga           |
| SKA Rostov               | 3 – 1           | Sudostroitel' Mykolaïv |
| SKA Odessa               | 1 – 4 (dts)     | Uralan                 |
| SKA Kiev                 | 0 – 1           | Dinamo Batumi          |
| Rotor                    | 4 – 1           | Irtyš Omsk             |
| Rostsel'maš              | 3 – 0           | Arsenal Tula           |
| CSKA Pamir               | 2 – 2 (3-2 dcr) | Neftyanik Fergana      |
| Paxtakor                 | 3 – 1           | Nyva Vinnycja          |
| Metalurh Zaporižžja      | 2 – 0           | Celïnnïk Celinograd    |
| Meliorator Şımkent       | 2 – 3           | Traktor Pavlodar       |
| Kuzbass Kemerovo         | 4 – 1           | Avangard Kursk         |
| Kuban'                   | 4 – 0           | Dinamo Kirov           |
| Kryl'ja Sovetov Kujbyšev | 1 – 0           | Spartak Ordžonikidze   |
| Kotayk'                  | 1 – 1 (4-2 dcr) | Metallurg Lipeck       |
| Khimik Grodno            | 2 – 1           | Krasnaja Presnja       |
| Karabakh Stepanakert     | 1 – 1 (2-4 dcr) | SKA Karpaty            |
| Geolog Tjumen'           | 1 – 0           | Šinnik                 |
| Dinamo Stavropol'        | 4 – 1           | Zarafshan Navoi        |
| Dinamo Samarcanda        | 1 – 0 (dts)     | Zvezda Irkutsk         |
| Dnepr Mogilëv            | 3 – 0           | Nyva Ternopil'         |
| CSKA Mosca               | 4 – 1           | Znamja Truda           |
| Shahter Qaraǵandy        | 1 – 0           | Atlantas               |
| Lokomotiv Mosca          | 0 – 0 (2-3 dcr) | Tavrija                |

### Secondo turno
Le partite furono disputate il tra il 24 e il 26 maggio 1986. Giocarono le 32 promosse dal turno precedente.
| Squadra 1              | Risultato       | Squadra 2                |
| ---------------------- | --------------- | ------------------------ |
| Uralec-TS Nižnij Tagil | 1 – 1 (2-4 dcr) | Metalurh Zaporižžja      |
| Tavrija                | 2 – 1           | Paxtakor                 |
| SKA Karpaty            | 2 – 0           | Dinamo Samarcanda        |
| SKA Rostov             | 0 – 2           | Dnepr Mogilëv            |
| Kuban'                 | 2 – 1           | Rotor                    |
| Kotayk'                | 1 – 0           | Kryl'ja Sovetov Kujbyšev |
| Kolos Nikopol'         | 2 – 0           | Spartak Oktemberyan      |
| Kapaz Kirovobad        | 4 – 1           | CSKA Pamir               |
| Geolog Tjumen'         | 2 – 3 (dts)     | Dinamo Stavropol'        |
| Dinamo Batumi          | 2 – 1           | Uralan                   |
| Daugava Rīga           | 5 – 0           | Nistru Kišinëv           |
| CSKA Mosca             | 2 – 1           | Kuzbass Kemerovo         |
| Traktor Pavlodar       | 0 – 1           | Shahter Qaraǵandy        |
| Rostsel'maš            | 1 – 0 (dts)     | Zorkij Krasnogorsk       |
| Fakel Voronež          | 2 – 3           | Khimik Grodno            |
| Sokol Saratov          | 3 – 2 (dts)     | Zakarpat'e Užhorod       |

### Terzo turno
Le partite furono disputate il 14 giugno e il 5 agosto 1986. In questo turno entrarono in scena le sedici squadre della Vysšaja Liga 1986 che si scontrarono con le sedici promosse dal turno precedente.
| Squadra 1           | Risultato       | Squadra 2         |
| ------------------- | --------------- | ----------------- |
| Žalgiris            | 3 – 0           | Kuban'            |
| Tavrija             | 2 – 1           | Čornomorec'       |
| Spartak Mosca       | 3 – 1           | CSKA Mosca        |
| SKA Karpaty         | 1 – 0           | Ararat            |
| Metalurh Zaporižžja | 2 – 1 (dts)     | Dnepr             |
| Kolos Nikopol'      | 2 – 0           | Šachtar           |
| Khimik Grodno       | 1 – 0           | Neftçi Baku       |
| Kapaz Kirovobad     | 1 – 1 (7-6 dcr) | T'orp'edo Kutaisi |
| Dinamo Tbilisi      | 2 – 0           | Rostsel'maš       |
| Dinamo Minsk        | 4 – 1           | Kotayk'           |
| Dinamo Batumi       | 1 – 2           | Metalist          |
| Dnepr Mogilëv       | 0 – 2 (dts)     | Zenit Leningrado  |
| Daugava Rīga        | 2 – 1           | Qairat            |
| Shahter Qaraǵandy   | 1 – 3           | Dinamo Mosca      |
| Torpedo Mosca       | 1 – 0           | Sokol Saratov     |
| Dinamo Stavropol'   | 1 – 2           | Dinamo Kiev       |

### Ottavi di finale
Le partite furono disputate tra il 4 agosto e il 27 settembre 1986.
| Squadra 1        | Risultato       | Squadra 2           |
| ---------------- | --------------- | ------------------- |
| Zenit Leningrado | 0 – 1           | Dinamo Minsk        |
| Torpedo Mosca    | 2 – 1           | Dinamo Tbilisi      |
| Tavrija          | 4 – 3           | Khimik Grodno       |
| SKA Karpaty      | 1 – 1 (3-2 dcr) | Žalgiris            |
| Metalist         | 1 – 0 (dts)     | Spartak Mosca       |
| Kolos Nikopol'   | 1 – 0           | Metalurh Zaporižžja |
| Dinamo Mosca     | 3 – 1           | Daugava Rīga        |
| Dinamo Kiev      | 2 – 1           | Kapaz Kirovobad     |

### Quarti di finale
Le partite furono disputate il 14 maggio 1987.
| Squadra 1    | Risultato       | Squadra 2      |
| ------------ | --------------- | -------------- |
| Metalist     | 0 – 0 (2-3 dcr) | Tavrija        |
| Dinamo Mosca | 1 – 0           | Kolos Nikopol' |
| Dinamo Minsk | 3 – 2           | Torpedo Mosca  |
| Dinamo Kiev  | 4 – 0           | SKA Karpaty    |

### Semifinali
Le partite furono disputate il 22 maggio 1987.
| Squadra 1   | Risultato       | Squadra 2    |
| ----------- | --------------- | ------------ |
| Tavrija     | 0 – 2           | Dinamo Minsk |
| Dinamo Kiev | 0 – 0 (5-4 dcr) | Dinamo Mosca |

### Finale
| Arbitro: | Valery Butenko (Mosca) |

|                                              |                      |                                                       |
| Vasyl' Rac 45’ Kuznjecov 63’ Zavarov 90’     | Marcatori            | 20’ Kandrac'eŭ 45'+1’ (rig.)Zyhmantovič 60’ Alejnikaŭ |
| Dem"janenko Mychajlyčenko Baltača Jevtušenko | Tiri di rigore 4 – 2 | Metlickij Baroŭski Alejnikaŭ Kurnenin                 |